# Chino Shōshō
Chino Shōshō (jap. 茅野 蕭々, eigentlicher Name: Chino Gitarō (茅野 儀太郎), * 18. März 1883 in Suwa; † 29. August 1946 in Tokio) war ein  japanischer Germanist und Übersetzer.

## Leben
Chino studierte nach dem Besuch der Oberschule von 1905 bis 1908 Germanistik an der Universität Tokio. Bis 1917 war er Deutschlehrer an der Dritten Oberschule (heute Universität Kyōto), danach war er Dozent an der Nihon Joshi Daigaku in Tokio und von 1920 bis zu seiner Emeritierung 1944 Professor für Germanistik an der Keiō-Universität. Seine Arbeitsschwerpunkte waren die deutsche Romantik, das Werk Goethes und die moderne Lyrik. Gemeinsam mit seiner Frau wirkte er mit Gedichten, Tanka und Literaturkritiken an der Zeitschrift Myōjō (明星) mit, die von Yosano Tekkan geleitet wurde.
Neben der ersten japanischen Übersetzung von Goethes West-Östlichen Divans (1937) legte Chino Übersetzungen u. a. von Goethes Werther und Wahlverwandtschaften, von Gedichten Rilkes (1927) und Dramen Strindbergs, Storms Schimmelreiter und Schillers Maria Stuart vor. Zudem wurde er auch als Lyriker bekannt. Er war mit der Germanistin und Lyrikerin Chino Masako verheiratet.

## Schriften
- 1926 Faust monogatari (Die Faust-Erzählung)
- 1931 Doitsu romanshugi bungei (Literatur der deutschen Romantik)
- 1936 Goethe Faust
- 1936 Doitsu roman shugi (獨逸浪漫主義, Deutsche Romantik)
- 1936 Goethe to tetsugaku (ゲョエテと哲学, Goethe und die Philosophie)

## Quelle
- Christoph König (Hrsg.), unter Mitarbeit von Birgit Wägenbaur u. a.: Internationales Germanistenlexikon 1800–1950. Band 1: A–G. De Gruyter, Berlin/New York 2003, ISBN 3-11-015485-4, S. 328 (eingeschränkte Vorschau in der Google-Buchsuche).